# Mboula
Pour les articles homonymes, voir Mboula.
Mboula est un village de la commune de Meiganga situé dans la région de l'Adamaoua et le département du Mbéré au Cameroun.

## Population
En 1967, Mboula comptait 1 314 habitants, principalement Bororos. Lors du recensement de 2005, 1 149 personnes y ont été dénombrées.